# شكري الفضلي
شكري بن محمود بن أحمد الفضلي (1882 - 1926) صحفي وشاعر عراقي. ولد في بغداد ونشأ بها. تعلم وتأدب بالعربية وأجاد التركية والفارسية والكردية وله نظم في اللغات الأربع. تولى أعمالاً حكومية واشترك في تحرير عدة من صحف العراقية وغيرها، عيّن رئيس كتّاب في ديوان مجلس الوزراء في عهد الحكومة النقيبية المؤقتة في 1921 واستمر إلى أن مات بالسل. له مؤلفات في تاريخ وجغرافية العراق أيضا.

## سيرته
ولد شكري بن محمود بن أحمد الفضلي عام 1882 في بغداد في عائلة كردية الأصل. كان ميلاده في محلة «الفضل» من رصافة بغداد، فنسب إليها ودرس ونشأ فيها. كان أبوه تاجرًا، ولكن طفولته شهدت تحولاً، إذ اصطحبه خالد صالح أفندي - رئيس كتّاب حامية لواء السليمانية وهي من المناطق الكردية - فلبث في مدارسها أربع عشرة سنة، درس خلالها اللغات: العربية والكردية والتركية. ثم عاد إلى بغداد فدخل المدرسة الرشدية العسكرية، وأنهاها بعد زمن قصير. ثم عين مدرسًا في المدرسة الرشدية العسكرية، وفي 1908 سافر إلى إسطنبول، وبقي هناك مدة عامين يعمل في الصحافة التركية، وكان يرغب الالتحاق بإحدى الكليات هناك ولم يفلح، فعاد إلى بغداد. حرّر في عدة صحف ومجلات مثل التعاون والزهور ولغة العرب والشرق، ثم عين عضواً في لجنة ترجمة القوانين العثمانية، فقام بتعريب أعمال المحاكم العراقية بعد أن كانت تكتب بالتركية العثمانية، وكان عضوًا في اللجان العدلية؛ ورئيساً للكتّاب في ديوان مجلس الوزراء. ودام عمله في الصحافة محررًا في صحف عربية وفارسية وكردية.
وفي السياسة، كان شكري الفضلي متأثرًا بمبادئ الثورة الفرنسية، فعارض السلطة العثمانية وسجن في كركوك وقدم إلى محكمة عسكرية، كما كان من مؤسسي فرع حزب الحرية والائتلاف المعارض لحزب الاتحاد والترقي (التركي). أصابه داء الصدر، ومات به في عام 1926، ولم يكن قد تزوج.

## وصلات خارجية
- شكري فضلي في موقع archive.alsharekh